# Esmeralda Ruspoli
Esmeralda Ruspoli, née Smeralda Giovanna Amelia Palma Maria dei Principi Ruspoli à Rome le 24 juin 1928 et morte le 1er septembre 1988 à Panarea dans les îles Éoliennes, est une actrice italienne.

## Biographie
Esmeralda Ruspoli naît au sein d'une grande famille aristocratique romaine. Elle est la fille du prince Carlo Maurizio Ruspoli di Poggio Suasa (it) et de Marina Volpi di Misurata dont le père était le comte Giuseppe Volpi di Misurata.
Après des études théâtrales à l'Académie nationale d'art dramatique Silvio-D'Amico auprès de Orazio Costa Giovangigli et Wanda Capodaglio, elle fait ses débuts au cinéma en 1959 en tournant dans L'avventura de Michelangelo Antonioni.
Elle épouse l'acteur Giancarlo Sbragia avec lequel elle a trois fils, dont l'acteur Mattia Sbragia.

## Filmographie partielle

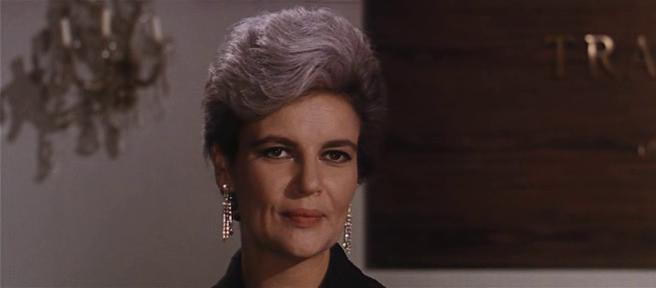
Esmeralda Ruspoli in Kriminal (1966)

- 1960 : L'avventura de Michelangelo Antonioni[1]
- 1962 : Le Corsaire de la reine (Il dominatore dei sette mari) de Primo Zeglio
- 1964 : Les Trois Visages (I tre volti, section :Gli amanti celebri) de Mauro Bolognini
- 1965 : Une vierge pour le prince (Una vergine per il principe) de Pasquale Festa Campanile
- 1966 : Kriminal d'Umberto Lenzi
- 1967 : Fermate il mondo... voglio scendere! de Giancarlo Cobelli
- 1968 : Le Temps des amants (Amanti) de Vittorio De Sica
- 1968 : Roméo et Juliette (Romeo e Giulietta) de Franco Zeffirelli
- 1970 : La ragazza di nome Giulio de Tonino Valerii
- 1971 : Sans mobile apparent de Philippe Labro.
- 1972 : Forza G de Duccio Tessari
- 1972 : Lo chiameremo Andrea de Vittorio De Sica.
- 1974 : Le orme de Luigi Bazzoni
- 1987 : Les Lunettes d'or (Gli occhiali d'oro) de Giuliano Montaldo